# Montechiaro d’Acqui
Montechiaro d’Acqui – miejscowość i gmina we Włoszech, w regionie Piemont, w prowincji Alessandria.
Według danych na styczeń 2010 gminę zamieszkiwało 589 osób przy gęstości zaludnienia 33,6 os./1 km².